# Theodore Metcalfe
Theodore W. Metcalfe (* 16. August 1894 in Omaha, Nebraska; † 17. Februar 1973) war ein US-amerikanischer Politiker. Zwischen 1931 und 1933 war er Vizegouverneur des Bundesstaates Nebraska.

## Werdegang
Über die Jugend und Schulausbildung von Theodore Metcalfe ist nichts überliefert. Politisch schloss er sich der Republikanischen Partei an. Im Jahr 1930 wurde er an der Seite von Charles W. Bryan zum Vizegouverneur von Nebraska gewählt. Dieses Amt bekleidete er zwischen 1931 und 1933. Dabei war er Stellvertreter des Gouverneurs und formaler Vorsitzender des Staatssenats. Als er im Jahr 1931 für einige Zeit den Gouverneur vertrat, rief er die nicht am Profit orientierte Wohltätigkeitsorganisation The Great Navy of Nebraska ins Leben. Metcalfe ernannte etwa 20 bis 25 seiner Freunde zu Admirälen dieser Organisation, die trotz ihres Namens nichts mit einer Flotte zu tun hat.
1940 kandidierte Metcalfe erfolglos für das Repräsentantenhaus der Vereinigten Staaten; in den Jahren 1952 und 1960 nahm er als Delegierter an den jeweiligen Republican National Conventions teil. Er starb am 17. Februar 1973.